# 森山眞弓
森山 眞弓（もりやま まゆみ、1927年〈昭和2年〉11月7日 - 2021年〈令和3年〉10月14日）は、日本の労働官僚、政治家。位階は正三位。旧姓名は古川 眞弓。
労働省婦人少年局長、参議院議員（3期）、衆議院議員（4期）、環境庁長官、内閣官房長官（女性初）、文部大臣、法務大臣、白鷗大学学長（2007年2月 - 2013年3月）などを歴任した。

## 来歴、人物

### 生い立ち
北海道硫黄株式会社社長の古川俊雄の三人姉妹の長女として生まれた。津田塾専門学校外国語学科（現・津田塾大学）へ入学。極東国際軍事裁判において翻訳のアルバイトをしていた。津田塾専門学校を卒業後、女性として初めて東京帝国大学法学部法律学科（現在の東京大学法学部）へ入学（同期東大入学に中根千枝がいる）。大学3年生のときに森山欽司と結婚した。
国家公務員上級甲試験（現在の「国家公務員採用総合職試験」にあたる）に合格し、東京大学卒業後、1950年4月に女性上級職員第1号として労働省に入省。女性官僚の草分け的存在としてキャリアを築いた。1980年（昭和55年）、婦人少年局長を最後に労働省を退官。局長時代には男女雇用機会均等法の草案に尽力した。その模様は『プロジェクトX』で後に紹介されている。
労働省局長を退官する頃、特命全権大使の下馬評にも上っている。

### 政界
1980年（昭和55年）に労働省を退官し、第12回参議院議員通常選挙の栃木県選挙区に自由民主党より立候補、トップ当選する。当時、自民党栃木県連会長だった夫は、彼女の立候補に積極的ではなかったが、この選挙で自民党は2議席を独占した。夫の森山欽司とは「おしどり夫婦」として知られた。
連続3期当選したのち、第41回衆議院議員総選挙に鞍替え立候補するため、参議院議員を辞職した。同選挙では比例北関東ブロックより単独立候補し、当選する。以降連続4期当選しており、その間に選挙区を栃木2区に変更している（夫が死去した後の1990年（平成2年）第39回衆議院議員総選挙で、自身が衆議院鞍替えを望んだが断念、簗瀬進を擁立した）。
1989年（平成元年）、第1次海部内閣で環境庁長官として初めて入閣するが、女性スキャンダルで内閣官房長官の山下徳夫が辞任したため、後任の官房長官に横滑りで就任し、女性初の官房長官となった（女性の官房長官は2022年時点まででも森山が唯一である）。
1992年（平成4年）、宮澤改造内閣で文部大臣として入閣。1993年の選抜高校野球では、始球式を務めた。
第1次小泉内閣、および、内閣改造後の第1次小泉第1次改造内閣で、法務大臣として入閣した。約2年4ヶ月の法務大臣在任中には死刑囚5人の死刑執行命令書に署名した。
- 2001年12月27日 - 練馬一家5人殺害事件（東京拘置所在監）、半田保険金殺人事件（名古屋拘置所在監）の死刑囚各1人＝計2人[5]。第1次小泉内閣発足以来および21世紀では初の死刑執行だった[6]。
- 2002年9月18日 - 熊本大学生誘拐殺人事件（福岡拘置所在監）、名古屋拘置所在監の死刑囚1人＝計2人。
- 2003年9月12日 - 大阪拘置所在監の死刑囚1人。

なお、法務大臣在任中の2002年（平成14年）に鈴木宗男事件が発生している。
2005年の郵政選挙後には、自民党党紀委員長として郵政民営化法案に反対した衆参議員ら50人に対する処分を決定する。首班指名でも他党党首に投票した野呂田芳成を除名処分とし、平沼赳夫、堀内光雄、野田聖子ら26人には離党勧告、中曽根弘文、鴻池祥肇らは1年間の役職停止などとした。
2009年（平成21年）の第45回衆議院議員総選挙には立候補せず、政界からの引退を表明する。

### 死去
2021年（令和3年）10月14日、老衰のため東京都内で死去。93歳没。同月18日に訃報が明らかにされた。死没日をもって正三位に叙された。

## 政策
- ユースカルチャーに対する法的規制を積極的に推進している国会議員の一人としても知られている。近年においては、児童保護と性倫理の矯正という視点からアニメやコミックなどにおける児童キャラクターの性描写を児童ポルノ法によって規制するべく活動していた[10][11]。また女性議員政策提言協議会の会長として、ゲームソフトに対する広範な法的規制の必要性を主張している[12]。
- 選択的夫婦別姓制度導入に賛同し、また婚外子差別撤廃派でもあった[13][14][注釈 1]。

## エピソード
- 夫の欽司との間に1男2女を授かったが、長男は昭和48年（1973年）に、柔道の試合中に事故で死去。森山の公式ウェブサイトでは、この時のことについて、悲しみを紛らわすため（労働省の）仕事に打ち込んだと記述している。
- 孫が生まれた時、昔妹が使った呼び名を思い出して、「まあもちゃん」と呼んでもらうことにした[15]。
- 趣味は、カメラ、ゴルフ、スポーツ観戦など[16]。
- 日中国会議員書画展へ書画を提供している[17]。
- 日本相撲協会に対し、大相撲の神事としての不文律（女人禁制）についての問題提起をたびたび行っていた。労働省婦人少年局長時代の1978年（昭和53年）には、わんぱく相撲大会の予選で上位入賞した女児が蔵前国技館で行われる本大会に出場できない問題について、協会理事を労働省に呼び「土俵は神聖というのは、どういう意味で?」「みなさんは女性を不浄だと思っていらっしゃるのかしら」と問い詰めた[18][注釈 2]。官房長官時代に、内閣総理大臣杯を土俵に上がって授与しようとして日本相撲協会に拒否された際には、森山やその支持者らがこの事態を女性差別問題であると問題提起を行い、その後の女人禁制反対派の活動により各地で様々な伝統行事のあり方に議論を呼びかけることになった[19]。

## 栄典
- 日本：旭日大綬章 - （2009年）
- ニュージーランド：ニュージーランド・メリット勲章オフィサー - （2009年）
- 日本：正三位（2021年）

## 主な所属議員連盟
- 日本教職員組合問題究明議員連盟会長
- 地球規模問題に取組む国際議員連盟会長
- 情報化教育促進議員連盟会長
- 国立追悼施設を考える会
- 北京オリンピックを支援する議員の会
- たばこと健康を考える議員連盟
- 世界連邦運動推進団体、世界連邦日本国会委員会第13代会長。

## 略歴
- 1944年（昭和19年） - 東京都立第三高等女学校（現、東京都立駒場高等学校）卒業
- 1947年（昭和22年） - 津田塾専門学校（現、津田塾大学）外国語学科卒。
- 1950年（昭和25年） - 東京大学法学部法律学科卒。労働省入省。
- 1970年（昭和45年） - 労働省労政局労政課長
- 1973年（昭和48年） - 労働省大臣官房国際労働課長
- 1974年（昭和49年） - 労働省婦人少年局長
- 1980年（昭和55年） - 労働省退官。参議院議員初当選
- 1984年（昭和59年） - 外務政務次官就任。
- 1985年（昭和60年） - 国連婦人の10年世界会議日本政府首席代表
- 1986年（昭和61年） - 参議院議員再選。
- 1987年（昭和62年） - 参議院外務委員長
- 1989年（平成元年） - 環境庁長官
- 1989年（平成元年） - 内閣官房長官（女性初）
- 1992年（平成4年） - 参議院議員3選、文部大臣
- 1995年（平成7年） - 自民党人事委員会委員長
- 1996年（平成8年） - 参議院議員を辞職し衆議院議員に初当選、自民党行政改革推進本部副本部長
- 1997年（平成9年） - 自民党文教制度調査会長、自民党総務会副会長
- 1998年（平成10年） - 自民党政務調査会副会長、衆議院外務委員会筆頭理事、自民党総務会副会長
- 2000年（平成12年） - 衆議院議員再選、自民党文教制度調査会長、自民党総務会会長代理
- 2001年（平成13年） - 法務大臣（2003年まで）
- 2003年（平成15年） - 衆議院議員3選、自民党党紀委員長、裁判官訴追委員長、自民党司法制度調査会長。
- 2005年（平成17年） - 衆議院議員4選、二度目の自民党党紀委員長に就任する。
- 2006年（平成18年） - 衆議院教育基本法改正の特別委員会の委員長に就任する。
- 2007年（平成19年） - 白鷗大学の学長に就任する。（2013年まで）
- 2009年（平成21年） - 旭日大綬章受章[20]。
- 2021年（令和3年） - 死去、正三位。

## 著作
- 『各国法制にみる職場の男女平等』東京布井出版、1979年2月。 NCID BN00996527。全国書誌番号:79008888NDLJP:11893849。
  - 『各国法制にみる職場の男女平等』（新版）東京布井出版、1982年2月。 NCID BN00626594。全国書誌番号:82019373NDLJP:11894065。
- 『各国の職場における男女平等法』教育社〈入門新書 時事問題解説 no.222〉、1979年3月。 NCID BN08467246。全国書誌番号:79014214NDLJP:11893789。
- 『うさぎのじょぎんぐ 労働省婦人少年局長の覚え書き』サンケイ出版、1980年4月。 NCID BN16161820。全国書誌番号:80024727。
- 『女と国会とコーヒーカップ ナイロビへの道』小学館、1985年10月。ISBN 9784093870153。 NCID BN05870129。全国書誌番号:86006774NDLJP:11924872。
- 『非常識からの出発 女性官房長官・激動の六か月』小学館、1990年11月。ISBN 9784093870580。 NCID BN06332097。全国書誌番号:91006508。
- 『この日この時』河出書房新社、1994年5月。ISBN 9784309009124。 NCID BN11762390。全国書誌番号:94053124。
- 『春夏秋冬』河出書房新社、2001年1月。ISBN 9784309013978。 NCID BA51241584。全国書誌番号:20148602。
- 『わたしの呼び名は《まあもちゃん》』岩波書店〈岩波フォト絵本〉、2002年11月。ISBN 9784001153538。 NCID BA60762318。全国書誌番号:20344440。
- 『法務大臣の八八〇日』河出書房新社、2004年8月。ISBN 9784309016580。 NCID BA68686508。全国書誌番号:20666052。
- 『つまり、政治家とは 激動の時代とともに』河出書房新社、2012年2月。ISBN 9784309245805。 NCID BB08580073。全国書誌番号:22056595。

### 洋書
- What I saw in the cabinet. M.F. Moriyama. (1991). NCID BA71729835. 全国書誌番号:94028592

### 編集
- 『太郎』東京書房社、1973年7月。 NCID BA54501998。全国書誌番号:20099220 全国書誌番号:92043126。
  - 1973年（昭和48年）1月に高校1年生で事故のため逝った長男について、友人や先生、親戚、家族が綴った追想・追悼文集。

### 編著
- 『よくわかる児童買春・児童ポルノ禁止法』ぎょうせい、1999年11月。ISBN 9784324060407。 NCID BA4468924X。全国書誌番号:20025701。

### 共編著
- 森山眞弓、野田聖子『よくわかる改正児童買春・児童ポルノ禁止法』ぎょうせい。ISBN 9784324075876。 NCID BA71445984。全国書誌番号:20765721。

### 翻訳
- キャスリン=ノット『福祉国家の明暗 スウェーデンの印象』河出書房新社、1964年9月。 NCID BN05878528。全国書誌番号:64010699。